# بلوی
بلوی (به ایتالیایی: Belvì) یک کومونه در ایتالیا است که در استان نیورو واقع شده‌است.

## خصوصیات
بلوی ۱۸٫۱ کیلومترمربع مساحت و ۶۷۴ نفر جمعیت دارد و ۶۶۰ متر بالاتر از سطح دریا واقع شده‌است.